# Niccioleta
Niccioleta è una frazione del comune italiano di Massa Marittima, nella provincia di Grosseto, in Toscana.
Il borgo è situato a circa 6 km a nord-est del capoluogo comunale.

## Storia
Il borgo di Niccioleta era venuto a sorgere a partire dal Medioevo, distinguendosi grazie alla escavazione della calamina, ma fu solo nell'Ottocento che assunse una certa rilevanza grazie al rinvenimento di un importante giacimento di pirite. Grazie a questa attività, che dette nuova vita al villaggio, la popolazione aumentò e Niccioleta divenne uno dei principali centri di estrazione delle Colline Metallifere, raggiunto per lavoro da numerosi minatori dalla vicina Massa Marittima, da Castell'Azzara, da Santa Fiora e da altre zone del Monte Amiata. Nel 1933, il paese assunse la fisionomia che presenta ancora oggi, grazie al rinnovamento della miniera istituita dalla azienda Montecatini. Dal 1992, con la chiusura della miniera, vi fu un brusco calo della popolazione.

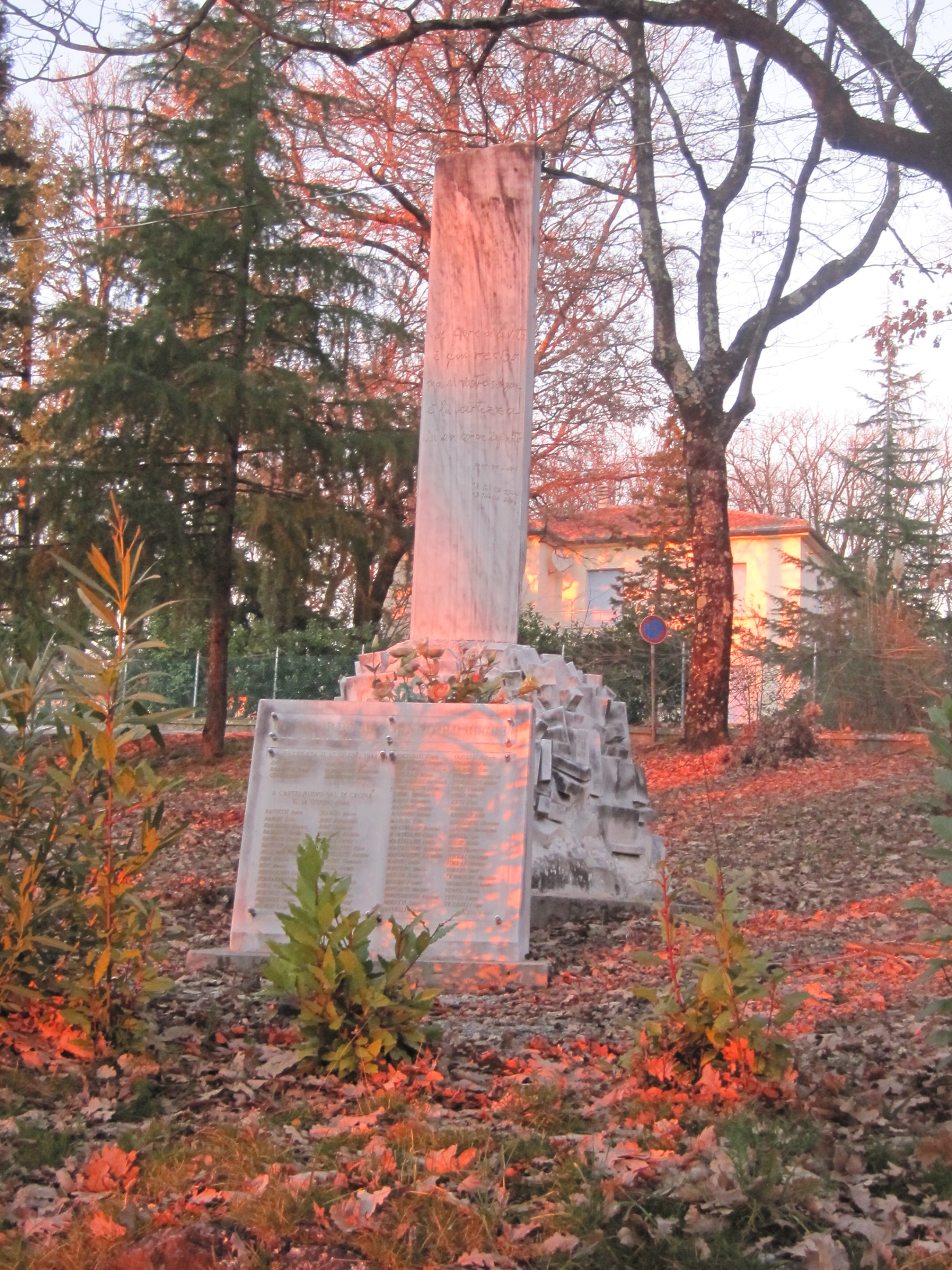
Il monumento ai caduti della strage.

### La strage di Niccioleta
Il 13 giugno 1944, truppe tedesche e fasciste occuparono Niccioleta uccidendo immediatamente sei minatori. Catturati altri 150 operai delle miniere, di questi 77 furono giustiziati la sera del giorno successivo, 14 giugno, lungo la strada per Larderello. Altri 21 furono deportati in Germania e i rimanenti liberati.

## Monumenti e luoghi d'interesse

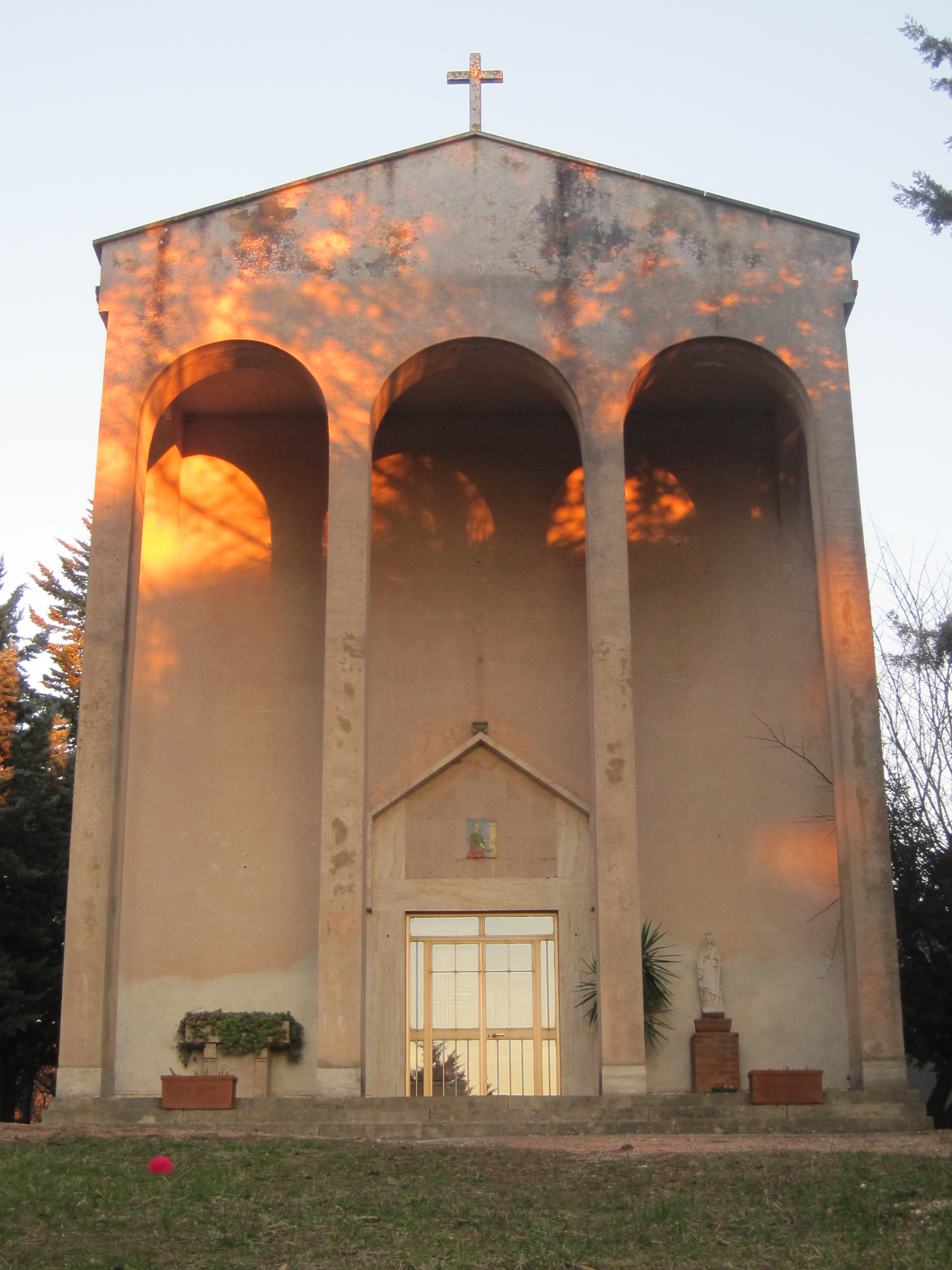
La chiesa di Santa Barbara.

Come in ogni villaggio minerario, è possibile ancora oggi osservare edifici adibiti alla estrazione risalenti al XIX secolo. Qui sorge anche la chiesa parrocchiale di Santa Barbara, con il palazzo del direttore della miniera ed alcune abitazioni un tempo alloggi di minatori.
Al centro del paese è situato il monumento in ricordo dei deceduti nella strage del 1944, composto da una base e da un pilastro in marmo. Sulla base una lapide riporta i nomi di tutti coloro che sono morti a Niccioleta e a Castelnuovo di Val di Cecina, mentre l'iscrizione sul pilastro recita: «il fiore de la vita/è qui reciso/ma il vostro sangue/è la certezza/di un amor infinito./Massimo Lippi/13-14.06.1944/13-14.06.2004».
Ai piedi della collina sono situati invece, presso il ponte di Riotorto, due cippi in pietra a ricordo di Gino Tamburini, partigiano della 23ª Brigata Garibaldi, ucciso dai tedeschi il 10 giugno 1944. Poco distante si trova il cippo a Vanda Panichi, assassinata nello stesso frangente.

## Società

### Evoluzione demografica
Quella che segue è l'evoluzione demografica della frazione di Niccioleta. Sono indicati gli abitanti del centro abitato e dove è possibile è inserita la cifra riferita all'intero territorio della frazione.
| Anno | Abitanti       | Abitanti |
| Anno | Centro abitato | Frazione |
| ---- | -------------- | -------- |
| 1961 | 716            | 806      |
| 1981 | 412            | 440      |
| 2001 | 248            | -        |
| 2011 | 197            | -        |

### Tradizioni e folclore
A Niccioleta si svolge ogni 4 dicembre la Festa di Santa Barbara, festa patronale della frazione. Santa Barbara è infatti la protettrice degli artiglieri e dei minatori, e veniva venerata per scongiurare i pericoli della miniera. Nonostante la chiusura dell'ultima miniera, Campiano, negli anni tra il 1992 e il 1994, ancora oggi tale ricorrenza è celebrata.

## Cultura
Presso l'ex fabbricato dell'infermeria della miniera è stato istituito nel 2005 l'Archivio minerario delle Colline Metallifere, sede anche del centro di documentazione tecnologico e scientifico del Parco delle Colline Metallifere grossetane.